# Fluorn-Winzeln
Fluorn-Winzeln település Németországban, azon belül Baden-Württembergben. Lakosainak száma 3190 fő (2023. december 31.). Fluorn-Winzeln Alpirsbach, Oberndorf am Neckar, Schramberg és Aichhalden községekkel határos.

## Népesség
A település népessége az elmúlt években az alábbi módon változott:
| Lakosok száma | 2620 | 2912 | 3003 | 2937 | 2986 | 3215 | 3261 | 3236 | 3087 | 3190 |
|               | 1961 | 1967 | 1974 | 1980 | 1987 | 1993 | 2000 | 2006 | 2013 | 2023 |